# Diaea viridipes
Diaea viridipes es una especie de araña cangrejo del género Diaea, familia Thomisidae. Fue descrita científicamente por Strand en 1909.

## Distribución
Esta especie se encuentra en Sudáfrica.